# Sportsko Društvo Crvena Zvezda Beograd (handebol masculino)
RK Crvena Zvezda é um time de handebol de Belgrado, na Sérvia. Atualmente, o RK Crvena Zvezda compete na Primeira Liga Sérvia de Handebol.

## Relações externas
- Federação de Handebol da Sérvia